# اندیس چغندر سر جنوبی
چغندر سر جنوبی یک اندیس فلزی است که در حوالی شهر عباس‌آباد استان سمنان قرار دارد و مادهٔ معدنی موجود در آن، مس است.